# 이오늘
이오늘(1993년 10월 6일 ~ )은 대한민국의 가수이다. 2016년 디지털 싱글 앨범 [2년째 연애중]으로 데뷔했다.

## 방송
- 언더커버 (2025)

## 공연
- 슬기로운 공연 (2019)
- 마지막인줄 알았던 우리, 그리고 시작 (2019)
- Over the Moonbow vol12. 마리슈&정해일&김슬기 (2020)
- 나만 알고 싶은 인디 Ep.6 이오늘 단독 콘서트 (2022)
- 나만 알고 싶은 인디 Ep.20 이오늘 단독 콘서트 (2022)
- MPMG WEEK 2023：[78AVENUE] 78LIVE - 이오늘 (2023)
- 우리가 우리일 수 있게 : 이오늘 발매기념 단독콘서트 (2023)
- 루미너스 뮤직 스테이지 vol.4 박나경x이오늘 (2024)
- 이오늘 두 번째 미니앨범 발매 기념 공연 ‘사량’ (2024)

## 수상
- 유니뮤직레이스 경연 최우수상 (2019)

## 기타
- 나니 <비가 내리네> (2018) - 피처링
- Vlinds <우연한 운명> (2020) - 보컬 참여
- SEOUL STEREO <딱 한 달만 Just One Month> (2024) - 피처링